# Poecilopharis femorata
Poecilopharis femorata är en skalbaggsart som beskrevs av Waterhouse 1894. Poecilopharis femorata ingår i släktet Poecilopharis och familjen Cetoniidae. Utöver nominatformen finns också underarten P. f. bicolorata.